# Grote behaarde pantserwants
De grote behaarde pantserwants (Odontoscelis fuliginosa) is een wants uit de familie Scutelleridae, pantserwantsen, juweelwantsen.

## Uiterlijk
De grote behaarde pantserwants varieert in kleur van lichtbruin tot donkerbruin of zelfs bruinzwart, soms met lichte of donkere tekening. Het lichaam is bedekt met donkerbruine haren. Ze missen de zilverkleurige haren van de er op lijkende kleine behaarde pantserwants (Odontoscelis lineola). Net als de andere soorten pantserwantsen bedekt het scutellum het hele achterlijf. De lengte is 6 – 10 mm. Ze zijn zeer variabel in kleur en lichaamsgrootte. In het noorden en op grotere hoogte hebben ze de neiging om kleiner en vaak feller gekleurd te zijn.

## Verspreiding en habitat
De soort is wijdverspreid in het Palearctisch gebied. In Europa, van het zuiden van Scandinavië tot in het Middellandse Zeegebied en in het oosten in Centraal-Azië en India. Net als de kleine behaarde pantserwants komen ze vooral voor in droge en warme leefgebieden. Er is een voorkeur voor zandgronden met schaarse vegetatie.

## Leefwijze
De wantsen leven onder verschillende planten zoals planten uit de vlinderbloemenfamilie (Fabaceae) als klaver (Cyperaceae) en rupsklaver (Medicago), maar ook reigersbek (Erodium cicutarium). Zowel de volwassen wantsen als de nimfen kunnen zich ingraven in de zandbodem en aan de plantenwortels zuigen. Bij heet weer klimmen ze soms omhoog in de plant. De al wat oudere nimfen overwinteren en worden vanaf mei volwassen. In juni, juli vindt de paring plaats en worden de eieren gelegd.